# Docirava pudicata
Docirava pudicata là một loài bướm đêm trong họ Geometridae.